# Lux Aeterna
Lux Aeterna (Luz Eterna) é uma peça musical do compositor húngaro György Ligeti, realizada em 1966. Esta música se tornou conhecida por ter sido utilizada na trilha sonora do filme 2001: uma odisséia no espaço, de Stanley Kubrick. De fato, outra obra de Ligeti, o Requiem foi utilizada no mesmo filme, ambas sem a autorização do compositor.
Composta de acordo com a técnica conhecida como Massa sonora que o compositor já utilizava desde o início dos anos 60, Lux Aeterna é uma composição para um coro de 16 vozes solistas. Trata-se de um acorde em cluster que se move para cima e para baixo em tons variados. O resultado, semelhante a outras composições de Ligeti do mesmo período, como Atmosphères (1961) e Apparitions (1958-59) é uma estrutura que prescinde do ritmo e da melodia e utiliza a harmonia com o objetivo de produzir variações de timbres vocais ao longo do tempo. Ligeti cunhou o termo micropolifonia para descrever esta técnica composicional. Sobre a micropolifonia, o compositor disse: "A complexa polifonia de cada parte é incorporada em um fluxo harmônico-musical no qual as harmonias não mudam inesperadamente, mas se fundem umas nas outras; uma combinação de intervalos evanesce gradualmente e dessa nebulosidade se descobre que uma nova combinação de intervalos toma forma".